# Jean-Baptiste Djebbari
Pour les articles homonymes, voir Djebbari.
Jean-Baptiste Djebbari, né le 26 février 1982 à Melun (Seine-et-Marne), est un homme politique français.
Après avoir exercé différentes activités dans le secteur aéronautique, il rejoint La République en marche (LREM) et est élu député dans la deuxième circonscription de la Haute-Vienne lors des élections législatives de 2017.
À l'Assemblée nationale, il est membre de la commission du Développement durable et de l'Aménagement du territoire, au sein de laquelle il officie jusqu'en 2019 comme coordinateur pour le groupe LREM. En 2018, il est rapporteur du projet de loi sur la réforme de la SNCF. En 2019, il est porte-parole du groupe LREM.
De 2019 à 2022, il est secrétaire d'État puis ministre délégué chargé des Transports dans les gouvernements Philippe II puis Castex. Il quitte la vie politique après la réélection d'Emmanuel Macron et rejoint le secteur privé.

## Biographie

### Enfance et famille
Jean-Baptiste Djebbari est le fils d'Alain Djebbari, un employé de la Fnac et de Catherine Bonnet, femme au foyer,. Son arrière-grand-père paternel est un Berbère qui quitte l'Algérie, alors départements français, pour la métropole en 1914. L'une de ses grand-mères était secrétaire nationale au Parti socialiste dans les années 1960,. Il évoque au sein de sa famille « une structure intellectuelle de gauche ».
Marié, il est père de jumeaux,.

### Études et formation
Après un passage en classes préparatoires scientifiques, il intègre l'École nationale de l'aviation civile (ENAC) à Toulouse au sein de la formation de technicien supérieur des études et de l'exploitation de l'aviation civile (corps de catégorie B de la fonction publique), dont il sort major de promotion en 2007.
Il valide en février 2022 un Executive Master à l'École polytechnique, formation destinée aux cadres dirigeants soucieux d'accélérer leur carrière ou d'amorcer leur reconversion,.
Il obtient une licence pour voler sur Pilatus PC-12.

### Parcours professionnel
Il est embauché par la direction générale de l'Aviation civile (DGAC). Il devient par la suite pilote d'affaires pour la compagnie NetJets. Lors d'un bref retour à la DGAC, il exerce la fonction de manageur de développement économique du GIE DSNA Services de janvier 2014 à septembre 2015[source insuffisante] puis de chef de projet.
Lors de son élection comme député, il est directeur des opérations de la compagnie aérienne privée Jetfly, entreprise luxembourgeoise « de propriété partagée sur avions d'affaires turbo propulsés »,. Il est par ailleurs expert indépendant auprès de l'Agence européenne de la sécurité aérienne et de la cour d'appel de Paris,. Il est alors « à deux doigts » de créer une compagnie aérienne régionale avec Sven Lung, fondateur de Brandalley.
En juin 2022, il est nommé président du conseil d'administration du constructeur automobile Hopium, spécialiste de la propulsion à hydrogène. L'ancien ministre est remplacé à ce poste, dès mars 2023, par Alain Guillou.
Après son départ anticipé d'Hopium, il est nommé directeur associé du groupe Magellim, un fonds d'investissement immobilier, en 2023.
Depuis 2022, il est chroniqueur dans les Grandes Gueules sur RMC et RMC Story.
En mars 2025, il rejoint la start-up Evera, spécialisée dans la mobilité.

## Parcours politique

### Engagement auprès d'Emmanuel Macron
Alors qu'il cherche à développer un projet de lignes aériennes régionales au sein de la DGAC, Bruno Le Roux lui présente Emmanuel Macron, le ministre de l'Économie, en 2015. Pierre Person, cofondateur des jeunes avec Macron, le fait rejoindre LREM. Quand il apprend son investiture dans la deuxième circonscription de la Haute-Vienne, il est le premier surpris alors qu'il n'a « pas un mandat au compteur, ni même une distribution de tracts ». Cette désignation suscite des remous au sein des militants locaux et le référent départemental de La République en marche, Stéphane Bobin, quitte ses fonctions. Jean-Baptiste Djebbari est élu au second tour face au candidat du Parti communiste français, avec 54,59 % des voix.

### Député de la XVelégislature
À l'Assemblée nationale, il est membre de la commission du développement durable et de l'aménagement du territoire, au sein de laquelle il officie comme coordinateur du groupe LREM jusqu'en 2019. Dès le début de son mandat, il se spécialise sur le sujet des transports. Si ses collègues le classent à droite, lui s'en défend : « C'est le côté pilote qui conduit à le penser mais mon cœur et ma structure intellectuelle se situent à gauche ».
En mars 2018, il est nommé rapporteur du pacte ferroviaire. Si Le Monde indique que « l’un de ses faits d’armes aura sans doute consisté à épater tous les experts du ferroviaire » et que « les leaders des syndicats de cheminots [...] ont été particulièrement « bluffés » par le personnage », Libération souligne qu'il « préfère cultiver ses relations avec des syndicats plus réformistes », face aux critiques de SUD Rail, et relève également qu'avec « une présence presque quotidienne dans les médias audiovisuels », il est « devenu un bon client des chaînes d’info, même s’il se défend d’être un spécialiste du rail ».
En juillet 2019, il propose de créer une société publique qui gérerait les autoroutes alors sous concessions au terme de celles-ci dans les années 2030, et qui pourrait dès 2020 emprunter 600 millions d’euros par an grâce aux bénéfices futurs.
En août 2019, L'Opinion relève qu'il participe alors à « trois ou quatre émissions par semaine » sur les chaînes d'information en continu, et « fait partie de cette poignée de marcheurs – Aurore Bergé, Olivia Grégoire, Jean-Baptiste Moreau… – qui a émergé pendant cette première partie du quinquennat ».

### Secrétaire d'État puis ministre chargé des Transports
Le 3 septembre 2019, il est nommé secrétaire d’État aux Transports auprès d’Élisabeth Borne, ministre de la Transition écologique et solidaire. La Lettre A relève alors qu'il « a su s'attirer les bonnes grâces des grands patrons du secteur des transports ».
En décembre 2019, France Info relève qu'il a été « placé en première ligne par l'exécutif » pour répondre au mouvement social contre la réforme des retraites à la RATP et à la SNCF, alors qu'il était « inconnu du grand public il y a encore quelques semaines ». Selon Libération, le mouvement « lui a permis de gagner ses galons dans le gouvernement d'Edouard Philippe » et d'entretenir de bonnes relations avec ce dernier, mais aussi, « étonnamment », avec des « responsables syndicaux habituellement peu indulgents avec le pouvoir ».
Une fois que la Convention citoyenne pour le climat a rendu ses conclusions, il prend position contre sa proposition de mise en place d'une écocontribution kilométrique renforcée sur les billets d'avion (taxe de 30 euros pour les vols de moins de 2 000 km et de 60 euros pour les plus de 2 000 km, en classe économique et respectivement 180 euros et 400 euros en classe affaires). Il déclare également qu’il y aura « des extensions [aéroportuaires] sobres quand c’est nécessaire », alors que la Convention propose de les interdire. Lors de l'examen du projet de loi portant lutte contre le dérèglement climatique et renforcement de la résilience face à ses effets, il émet un avis défavorable à tout amendement renforçant l’ambition du texte sur l’aéronautique. Plus largement, il défend le secteur aérien face à « l'aviation bashing » et aux « thuriféraires de la décroissance ». Par ailleurs, il demande l'attribution de la Légion d’honneur aux présidents des aéroclubs de Poitiers après que leurs subventions ont été coupées par la municipalité écologiste dirigée par Léonore Moncond'huy.
Il devient très populaire sur les réseaux sociaux, en particulier avec ses vidéos humoristiques diffusées sur TikTok où il enregistre plus de 1 200 000 abonnés en mai 2022. Il met à profit cette popularité pour vanter l’action gouvernementale sur les différents volets de son portefeuille, ainsi que pour promouvoir le secteur aérien et en particulier ses initiatives de transition énergétique.

### Au sein de La République en marche
Il fait partie des nouveaux députés LREM qui sont issus du milieu de l'entreprise et qui se sont engagés après avoir été séduits par le côté « startup » d’En marche ! : ils ont eux-mêmes imprégné le fonctionnement de LREM de leurs méthodes managériales et de leur vocabulaire. Il est proche de Christophe Castaner et de la « bande de Poitiers », un groupe de trentenaires issu de la faculté de droit de Poitiers et du Mouvement des jeunes socialistes (Stéphane Séjourné, Pierre Person, Sacha Houlié, Guillaume Chiche, Aurélien Taché),.
Début 2019, il intègre l'équipe de porte-parole du groupe LREM et quitte son poste de « whip » de la commission du Développement durable et de l'Aménagement du territoire.
Il est responsable de la stratégie de financement de LREM, notamment en vue de l'élection présidentielle de 2022.
Il envisage dans un premier temps de se présenter comme tête de liste aux élections municipales de 2020 à Limoges,. Au printemps 2019, il propose d'endosser le rôle de « coordonnateur du travail de la construction du programme » et de la liste LREM dans la ville. Selon Pierre Person, délégué général adjoint de LREM, « il pourrait être l'un des seuls ministres en capacité de ravir une ville ». Une fois Monique Boulestin investie tête de liste par LREM, celle-ci indique qu'elle « souhaite que Jean-Baptiste Djebbari soit second sur [sa] liste ». Il figure finalement à la 8e place : selon France Bleu, cette position « est peut-être aussi une manière de se protéger : certain d'être élu dans la majorité en cas de victoire, mais quasiment sûr de ne pas être dans l'opposition, car trop bas sur la liste, en cas de défaite ». La liste de Monique Boulestin obtient 7,66 % des voix lors du premier tour, arrivant en 4e position. Dans l'impossibilité de se maintenir au second tour, la liste ne fusionne pas non plus avec la liste du maire sortant LR Émile-Roger Lombertie, et n'obtient donc aucun élu.

## Controverses

### Rencontre avec le général soudanais Salah Gosh
En octobre 2018, le groupe d'amitié France-Soudan, dont il est président, est convié à une réception organisée à Paris par l'ambassade du Soudan, à laquelle participe le général soudanais Salah Gosh, qui est accusé de violations des droits de l’homme dans la guerre du Darfour,. La députée Carole Bureau-Bonnard, elle aussi membre du groupe, s'est défendue en déclarant que la liste des invités ne leur était pas connue, ce qu'un diplomate considère comme étant impossible. Carole Bureau-Bonnard a ajouté que ce dîner relève des pratiques habituelles dans le cadre des groupes d'amitiés parlementaires. Jean-Baptiste Djebbari a pour sa part affirmé que ces derniers ne sont en aucun cas des « missions paradiplomatiques », mais relèvent de la « coopération culturelle ».

### Passé au Luxembourg
Mediapart révèle en 2020 que Jean-Baptiste Djebbari a travaillé entre 2016 et 2017 comme « directeur des opérations aériennes », c’est-à-dire chef des pilotes de la compagnie Jetfly, entreprise luxembourgeoise d'aviation privée qui ne payait pas en France les cotisations sociales de ses pilotes qui y vivent et travaillent, alors qu'il était dans le même temps expert judiciaire près la cour d’appel de Paris en matière de transport aérien, et intervenait notamment sur les sujets de « lutte contre le travail illégal/dissimulé »,,. Jean-Baptiste Djebbari répond qu’il n’était pas « responsable » de la « gestion sociale, fiscale et ressources humaines » de l’entreprise, et affirme qu’il a « constamment promu l’harmonisation sociale dans le transport aérien […], d’abord en qualité de professionnel de l’aviation puis comme député, aujourd’hui comme secrétaire d’État aux Transports ».

### Reconversion dans le privé
Le 16 mai 2022, quelques heures avant la démission du gouvernement Castex, l'entreprise française Hopium, spécialisée dans les voitures à hydrogène, propose d'engager Jean-Baptiste Djebbari comme administrateur de son conseil d'administration,. Face aux accusations de « pantouflage » et de risques de conflits d’intérêts avancées par l'opposition, il affirme qu'il faisait « partie de cette génération qui avait rejoint Emmanuel Macron en 2017 » et qu'on « peut retourner dans le privé, en respectant certaines règles ».
La Haute autorité pour la transparence de la vie publique (HATVP) rend un avis de « compatibilité avec réserves », excluant a priori le risque de prise illégale d'intérêts, mais indiquant un risque déontologique qui rend nécessaire d'encadrer « les futures relations professionnelles » de l'ancien ministre.
La HATVP rend un même avis de compatibilité avec réserves sur le projet de l'ancien ministre portant sur la création d'une entreprise de conseil.
Elle émet en revanche un avis d'incompatibilité sur le souhait de l'ancien ministre de rejoindre l'entreprise CMA CGM,, indiquant que « le risque de mise en cause du fonctionnement indépendant et impartial de l’administration serait substantiel si Monsieur Djebbari rejoignait ce groupe », en raison d'un risque déontologique élevé. L'autorité indépendante estime que les nombreuses rencontres entre l'ancien ministre et des responsables de l'entreprise seraient de nature à « créer un doute légitime quant aux conditions dans lesquelles le ministre a exercé ses fonctions gouvernementales »,.